# Fotobiografias Século XX
Fotobiografias Século XX (portugiesisch für: Fotobiografien 20. Jahrhundert) ist eine zwischen 2000 und 2010 erschienene Buchreihe des portugiesischen Verlags Temas & Debates aus Lissabon, in Kooperation mit dem Buchclub Círculo de Leitores veröffentlicht.
Unter der künstlerischen Leitung des Journalisten, Biografen und Autors Joaquim Vieira erschienen 18 biografische Bildbände bedeutender portugiesischer Persönlichkeiten des 20. Jahrhunderts aus Politik, Kunst, Kirche und Wirtschaft. Die von ausführlichen Texten begleiteten, teils seltenen oder ganz unveröffentlichten Fotografien vermitteln Daten und Fakten zur jeweils porträtierten Person und geben eine historisch-gesellschaftliche Einordnung der historischen Figur. Die Bände sind einheitlich jeweils 200 Seiten dick und erschienen in einheitlichem Format (30 × 24 cm) und einheitlichem Layout. In jedem Band werden in einzelnen Kapiteln die Abschnitte im Leben der Person chronologisch dargestellt, gefolgt von einem Kapitel zur Genealogie, einem Kapitel mit einer Zusammenfassung der wichtigsten, chronologisch aufgelisteten biografischen Daten, und anschließenden Kapiteln mit Fußnoten, bibliografischen Hinweisen bzw. Bibliografie, fotografischen Belegen, Glossar, Mitwirkenden und Danksagungen.
2009 erschien der vorerst letzte Band der Reihe. Danach folgten nur verschiedene Neuauflagen einiger Ausgaben, aber keine neuen Bände zu weiteren Persönlichkeiten.
Beim Buchclub und Verlag Círculo de Leitores erschienen die Bände in strengerer, aufwändiger und ebenfalls einheitlicher Aufmachung des Umschlags, mit gleichem Inhalt, gleichen Abmessungen und gleicher Seitenzahl.

## Bände
- 2001: António de Oliveira Salazar (Politiker), Text: Joaquim Vieira (ISBN 972-42-2484-8)
- 2001: Afonso Costa (Politiker), Text: Júlia Leitão de Barros
- 2001: Almada Negreiros (Künstler), Text: Joaquim Vieira (ISBN 972-42-2550-X)
- 2002: Cardeal Cerejeira (Kardinal), Text: Joaquim Vieira
- 2003: Alfredo da Silva (Industrieller/CUF), Text: Júlia Leitão de Barros, Ana Filipa Silva Horta (ISBN 972-42-2912-2)
- 2002: Sidónio Pais (Militär und Politiker), Text: Maria Alice Samara (ISBN 972-42-2804-5)
- 2002: António de Spínola (Militär und Politiker), Text: Maria Inácia Rezola (ISBN 972-42-2628-X)
- 2002: António Silva (Schauspieler), Text: Luís Trindade (ISBN 972-42-2690-5)
- 2004: Marcelo Caetano (Politiker), Text: Joaquim Vieira (ISBN 972-759-760-2)
- 2008: D. Carlos (letzter König), Text: Margarida Magalhães Ramalho (ISBN 978-972-759-779-6)
- 2008: Amália Rodrigues (Sängerin und Schauspielerin), Text: Cristina Faria (ISBN 978-989-644-032-9)
- 2008: Fernando Pessoa (Schriftsteller), Text: Richard Zenith (ISBN 978-972-42-4349-8)
- 2008: Vasco Santana (Schauspieler), Text: Luís Trindade
- 2009: Pardal Monteiro (Architekt), Text: Ana Tostões (ISBN 978-972-42-4517-1)
- 2009: José Afonso (Musiker), Text: Irene Flunser Pimentel (ISBN 978-989-644-059-6)
- 2009: Amadeo de Souza-Cardoso (Maler), Text: Margarida Cunha Belém, Margarida Magalhães Ramalho (ISBN 978-972-42-4463-1)
- 2009: Amélia Rey Colaço (Theaterregisseurin), Text: Júlia Leitão de Barros (ISBN 978-972-42-4397-9)
- 2009: Joshua Benoliel (Fotograf), Text: Joaquim Vieira (ISBN 978-972-42-4482-2)